# Мубарак Аль-Бешер
Мубарак Аль-Бешер (15 липня 1988) — еміратський плавець.
Учасник Олімпійських Ігор 2012 року.